# Tjchorotsqu
Tjchorotsqu (georgiska: ჩხოროწყუ) är en stad i Georgien. Den ligger i regionen Megrelien-Övre Svanetien, i den nordvästra delen av landet. Antalet invånare var 3 141 år 2014. Tjchorotsqu är administrativt centrum för distriktet med samma namn.